# Daniel Gottschalk
Daniel Gottschalk (* 7. Dezember 1972 in Saarbrücken, Saarland) ist ein deutscher Kameramann.

## Leben
Daniel Gottschalk studierte von 1995 bis 2000 an der Filmakademie Baden-Württemberg. Er begann seine filmerische Tätigkeit als Kameramann in Kurzfilmen. Zu seinen ersten Arbeiten gehörte REC Kassettenjungs/Kassettenmädchen von Marco Kreuzpaintner, mit dem er daraufhin mehrmals zusammenarbeitete, so im Jahre 2003 in ihrem ersten Filmdrama Ganz und gar. Auch in Kreuzpaintners Sommersturm stand Gottschalk hinter der Kamera und für seine Arbeit im Thriller Trade wurde er 2008 für den Deutschen Filmpreis nominiert, ebenso 2012 für Die vierte Macht (Regisseur Dennis Gansel) in der Kategorie Beste Kamera und Bildgestaltung. Bei der Verfilmung von Krabat (nach einer Jugendromanvorlage von Otfried Preußler) arbeiteten beide ebenfalls zusammen.
Gottschalk ist neben seiner Tätigkeit für Leinwandfilme auch als Kameramann für Werbespots (beispielsweise für McDonald’s, Naturwohl Pharma oder Nike) und Musikvideoclips, wie in Rammsteins Links 2-3-4, Mein Teil und Mein Herz brennt tätig.
Für den Horrorfilm Home Sweet Home – Wo das Böse wohnt (2023) von Thomas Sieben wurde er im Januar 2024 mit dem Kamerapreis des Bayerischen Filmpreises ausgezeichnet.

## Filmografie
- 2002: REC – Kassettenjungs/Kassettenmädchen (Kurzfilm)
- 2003: Ganz und gar
- 2003: Poem – Ich setzte den Fuß in die Luft und sie trug
- 2004: Vinzent
- 2004: Sommersturm
- 2007: Trade – Willkommen in Amerika
- 2008: Krabat
- 2009: Thank You Mr. President (Kurzfilm)
- 2011: One Last Game
- 2012: Die vierte Macht
- 2013: Lauf Junge lauf
- 2014: Coming In
- 2016: Mechanic: Resurrection
- 2016: Vier gegen die Bank
- 2017: Auf der anderen Seite ist das Gras viel grüner
- 2018: Trautmann
- 2019: Sweethearts
- 2019: Mein Lotta-Leben – Alles Bingo mit Flamingo!
- 2022: Wunderschön
- 2022: Wolke unterm Dach
- 2022: Einfach mal was Schönes
- 2022: Oskars Kleid
- 2023: Daniel Richter (Dokumentarfilm)
- 2023: Home Sweet Home – Wo das Böse wohnt
- 2025: Wunderschöner

## Werbespots (Auswahl)
Eine ausführliche Auflistung der Werbespots findet sich auf danielgottschalk.com.
- Maggi: So schmeckts nur in Italien
- McDonald’s: Das muss liebe sein, Halloween, Royals
- Milka Ice: Hermann Maier
- Knorr: Einkaufen
- Ritter Sport: Schaukel
- SAT.1: Frühling, Sommer (on-air-design)
- Langnese: Impulse magnum, cornetto, soft, solero smoover
- Amnesty International: Franka Potente
- Nike:	old guy, city	attack	space